# Alertichthys blacki
Alertichthys blacki ist eine wenig bekannte, bei Neuseeland vorkommende Meeresfischart aus der Ordnung der Barschartigen (Perciformes). Nachgewiesen wurde die Art bisher in einer Tiefe von 458 bis 549 m.

## Merkmale
Alertichthys blacki wird 15 bis 20 cm lang und besitzt einen seitlich abgeflachten Körper, der mit relativ kleinen Schuppen bedeckt ist. Die Rückenflosse ist durch einen tiefen Einschnitt zweigeteilt. Sie wird von sieben kräftigen Flossenstacheln und 17 Weichstrahlen gestützt. Die Afterflosse hat zwei Stacheln und neun Weichstrahlen, die Bauchflossen einen Stachel und fünf Weichstrahlen. Die Brustflossen sitzen relativ weit unten und können wahrscheinlich, ähnlich wie beim nah verwandten Zanclorhynchus spinifer, zusammen mit den Bauchflossen, zu einer gangartigen, quadrupeden Fortbewegung auf dem Boden benutzt werden, eine Fortbewegungsweise, die für Fische sehr ungewöhnlich ist.

## Systematik
Alertichthys blacki wird in den meisten Quellen den Schweinsfischen (Congiopodidae) zugeordnet. Bei Ishii und Imamura bildet die Art zusammen mit Zanclorhynchus spinifer und in Abgrenzung zur Gattung Congiopodus (Unterfamilie Congiopodinae) die Unterfamilie Zanclorhynchinae. Mandrytsa (2001) und Betancur-R. (2013 u. 2017) erheben die Zanclorhynchinae in den Rang einer selbstständigen Familie, die Zanclorhynchidae.